# Ny Munkegade
Ny Munkegade i Aarhus ligger mellem Langelandsgade og Nørre Allé. Gaden opstod som en naturlig forlængelse af den gamle Munkegade. Ny Munkegade blev tidligere kaldt Munkebakken, Galgebakkevej, og i slutningen af 1800-tallet hed den Jordbrovej. Da den hed Galgebakkevej førte den til Galgebakken, hvor en af byens galger stod. I 1882 fik gaden sit nuværende navn.

## Historie
Ny Munkegade fik sit nuværende navn i 1882, men vejen har en meget lang historie.

### Bødlen og rakkeren
For 300-400 år siden var Ny Munkegade ikke et sted, aarhusianere færdedes af lyst. Dengang startede den optrampede jordvej ved Munkeport, og på turen nordpå kunne man både risikere at støde ind i bødlen i Bøddelgyde eller natmanden i rakkerkulen. Længere ude ad jordvejen fandtes byens galge, hvor tyveknægte og banditter hang eller var sat på hjul og stejle. Natmanden, der også blev kaldt rakkeren, tog sig af alt det urene og afskysvækkende arbejde, som andre ikke ville røre ved. Han rensede eksempelvis latringruber, fjernede kadavere, skidt og skarn fra byens gader, og ofte fungerede han også som bødlens højre hånd. Folk som rakkeren og bødlen ville aarhusianerne ikke have boende tæt på, og derfor var deres usle embedsboliger placeret uden for byens mure ved den nuværende Ny Munkegade. Grundet Ny Munkegades faciliteter blev vejen også kaldt Galgebakkevej. Ironisk nok lå Galgebakken, hvor oplysningens højborg, Universitetet, ligger i dag.
Oprindeligt var Ny Munkegade et isoleret kvarter, der ikke blev videreført af en landevej, men kun blev benyttet af byens egne borgere, når de skulle ud til deres jordlodder nordvest for byen. Isolationen gjorde, at stedet var godt egnet til byens krudttårn; langt væk fra byen og dens mange brandfarer. Udover krudttårnet, lå der i starten af 1800-tallet en række fattighaver i området omkring den nordlige del af gaden, mens Steinbrenners store Teglværk var at finde i gadens nederste vestlige del omkring 1870. I årene 1872-1900 begyndte Ny Munkegade, som vi kender den i dag at tage form, og den tidligere markvej blev belagt med chaussesten. I 1875 blev byens nye epidemisygehus opført på hjørnet af Ny Munkegade og Samsøgade, men da der ved Marselisborg Hospitals indvielse i 1913 endnu ikke havde været et af de frygtede kobber- eller koleraudbrud, blev sygehuset nedrevet til fordel for opførslen af Samsøgades Skole.

### Fra markvej til gade
I 1882 fik gaden sit nuværende navn Ny Munkegade, og syv år senere indtog 3. artilleriafdeling en nybygget kaserne for enden af Ny Munkegade - i dag beliggende på Langelandsgade. Den nye kaserne brugte sammen med Infanterikasernen i Høegh-Guldbergs Gade ofte området omkring Ny Munkegade som øvelsesareal, hvilket flere gange fik Rasmus Peter Sabroe til at indrykke klager i Demokraten over den brutale adfærd og tone, der var blandt soldaterne.
Mere kæft, trit og retning var der på Ny Munkegades Skole, som blev indviet i 1890. Skolen blev hurtigt fyldt op med drenge fra det de renæssance-inspirerede ejendomme, som skød frem i Ny Munkegade i perioden 1890-1899. Skolebygningerne blev i 1992 købt af Elise Smiths Skole, som stadigt holder til i den gamle drengeskole.
Ny Munkegade kandiderer stærkt til betegnelse Aarhus´ Alpe d'Huez, og for 100 år siden vakte gadens stejle beskaffenhed også problemer for byens cyklister. I 1913 behandlede Aarhus Byråd flere gange en indstilling fra Politimester Bernt August Goll om at forbyde cykelkørsel på Ny Munkegades nederste del. Indstillingen kom efter gentagende ulykker med cyklister, som ikke nåede at bremse inden de ramte Nørre Allé. Borgmester borgmester Jakob Jensen mente dog, at ”…Efterhånden kunde der blive saa mange Paabud, at man kunde risikere at blive mulkteret [idømt bøde], naar man færdedes paa Gaderne.” Ikke desto mindre blev indstillingen i vedtaget.
Den stejle bakke blev dog en fordel, da byens nye og moderne brandstation blev taget i brug i 1904 i Ny Munkegade 15. Ved udrykningen kunne brandkøretøjerne hurtigt få fart på ned ad Ny Munkegade. Noget langsommere gik det, når de hestetrukne køretøjer skulle hjem igen. Bag tegningerne til den nye brandstation stod arkitekt S. F. Kühnel, som også tegnede Ny Munkegades Skole og den nuværende Elise Smiths Skole.